# 中華人民共和国の未識別少数民族
中国の未識別少数民族（ちゅうごくのみしきべつしょうすうみんぞく）とは、中華人民共和国の人口統計において、以下のような民族や族群を指す。

## 概要
人数が極めて少ないため、または漢民族や他の民族に同化されたとみなされ、まだ正式に識別されていないもの、または民族問題が未解決で、中国政府による、少数民族としての識別を受けていない。中には他国では少数民族として認められている一方で、中国では識別されていない場合や、中国政府によって少数民族として識別されているものの、民族分類に関して論争が生じている場合も含まれます。
識別されていない少数民族のほとんどは独自の文字を持っていません。第5次人口調査(2000年)によると未識別少数民族の人口は734,438 人でした。この民族の人口は中国の少数民族人口の 0.697%を占め、この人口は第5次人口調査で統計されたシェ族の人口よりも多く、タイ族よりは少ない。

## 未識別少数民族の分布
中国の未識別少数民族は主に南西部に分布しており、人口は72万2,011人で98.3％を占めている。このうち、貴州省が710,486人で 96.7%を占め、次いで雲南省が7,404人、3番目がチベット自治区で3,817人となっている。また湖南省、浙江省、広東省、広西チワン族自治区、江蘇省でも未識別少数民族の人口がそれぞれ1,000人を超えており、寧夏回族自治区と現役軍人を除き、他の省でも未識別少数民族が存在している。

## 未識別少数民族の発生要因
カール・マルクスの民族理論によれば、中国における現在の民族分類と民族認定の理論的根拠は、「民族とは、歴史の中で形成され、共通の言語、共通の地域、共通の経済生活、そして共通の文化に基づく心理的素養を共有する安定した共同体」であるとされている。しかし、資料やデータの不足、民族を識別する基準の不統一により、民族分類には多くの誤りが生じている。さらに、現在の中国の民族理論は西洋の観念を取り入れ、「血縁」を基準にして民族を再識別しようとする傾向があるため、多くの未識別少数民族が生じる原因ともなっている。
| 地区               | 総人口     | 未識別少数民族人口 | 地区に対する未識別少数民族人口の割合（%） |
| ------------------ | ---------- | ------------------ | ----------------------------------------- |
| 全土               | 1332810869 | 640101             | 0.04803%                                  |
| 北京市             | 19612368   | 196                | 0.00100%                                  |
| 天津市             | 12938693   | 83                 | 0.00064%                                  |
| 河北省             | 71854210   | 123                | 0.00017%                                  |
| 山西省             | 35712101   | 75                 | 0.00021%                                  |
| 内モンゴル自治区   | 24706291   | 62                 | 0.00025%                                  |
| 遼寧省             | 43746323   | 61                 | 0.00014%                                  |
| 吉林省             | 27452815   | 24                 | 0.00009%                                  |
| 黒竜江省           | 38313991   | 67                 | 0.00017%                                  |
| 上海市             | 23019196   | 583                | 0.00253%                                  |
| 江蘇省             | 78660941   | 2222               | 0.00282%                                  |
| 浙江省             | 54426891   | 9521               | 0.01749%                                  |
| 安徽省             | 59500468   | 174                | 0.00029%                                  |
| 福建省             | 36894217   | 2812               | 0.00762%                                  |
| 江西省             | 44567797   | 650                | 0.00146%                                  |
| 山東省             | 95792719   | 125                | 0.00013%                                  |
| 河南省             | 94029939   | 99                 | 0.00011%                                  |
| 湖北省             | 57237727   | 751                | 0.00131%                                  |
| 湖南省             | 65700762   | 487                | 0.00074%                                  |
| 広東省             | 104320459  | 2197               | 0.00211%                                  |
| 広西チワン族自治区 | 46023761   | 205                | 0.00045%                                  |
| 海南省             | 8671485    | 90                 | 0.00104%                                  |
| 重慶市             | 28846170   | 209                | 0.00072%                                  |
| 四川省             | 80417528   | 368                | 0.00046%                                  |
| 貴州省             | 34748556   | 612780             | 1.76347%                                  |
| 雲南省             | 45966766   | 3415               | 0.00743%                                  |
| チベット自治区     | 3002165    | 2317               | 0.07718%                                  |
| 陝西省             | 37327379   | 48                 | 0.00013%                                  |
| 甘粛省             | 25575263   | 196                | 0.00077%                                  |
| 青海省             | 5626723    | 20                 | 0.00036%                                  |
| 寧夏回族自治区     | 6301350    | 40                 | 0.00063%                                  |
| 新疆ウイグル自治区 | 21815815   | 101                | 0.00046%                                  |